# Кордилуры
Кордилуры (лат. Cordilura) — род двукрылых из семейства навозных мух.

## Описание
Преимущественно тёмноокрашенные мухи c жёлтой или чёрной головой. Ариста перистая или короткоопушённая. Щупики с длинной щетинкой на вершине. Бёдра и голени передних ног без ряда длинных щетинок на вентральной поверхности.
Личинки первой стадии имеют только одну пару дыхалец на конце брюшка (метапнейстические). Личинки 2-го или 3-го возраста имеют одну пару дыхалец на груди и 2—3 пары на передних сегментах брюшка (амфипнейстические). Передние дыхальца имеют T-, Y- или U-образную форму, что позволяет идентифицировать некоторые виды.

## Экология
Личинки развиваются на стеблях осок и камышей и ситников. Мухи летают по берегам прудов, ручьев и болот, питаются мелкими насекомыми, преимущественно комарами. В условиях лаборатории часто наблюдается каннибализм. Самки откладывают яйца поодиночке в пазухи листа. В пупариях паразитируют наездники семейства Ichneumonidae.

## Классификация
В состав рода включают более 90 видов.

### Некоторые виды
- Cordilura aberrans Becker, 1894
- Cordilura aemula Collin, 1958
- Cordilura amurensis Ozerov, 2007
- Cordilura angustifrons Loew, 1863
- Cordilura apicata Hendel, 1930
- Cordilura atrata Zetterstedt, 1846
- Cordilura bicoloripes Ozerov, 1997
- Cordilura carbonaria (Walker, 1849)
- Cordilura ciliata Meigen, 1826
- Cordilura confusa Loew, 1863
- Cordilura cuspidata Sasakawa, 1986
- † Cordilura exhumata Cockerell, 1916
- Cordilura femoralis Sun, 1993
- Cordilura flavovenosa Becker, 1894
- Cordilura gagatina Loew, 1869
- Cordilura gracilipes Loew, 1869
- Cordilura grunini Ozerov & Krivosheina, 2017
- Cordilura impudica Rondani, 1866
- Cordilura kakaberrans Ozerov, 1997
- Cordilura kosterini Ozerov & Krivosheina, 2014
- Cordilura latifrons Loew, 1869
- Cordilura krocha Ozerov, 2007
- Cordilura latigennis Hendel, 1930
- Cordilura nartshukae Ozerov & Krivosheina, 2015
- Cordilura nigrifrons Sun, 1993
- Cordilura nigriseta Rondani, 1867
- Cordilura nigrithorax Hendel, 1930
- Cordilura nubecula Sasakawa, 1986
- Cordilura ochracea Hendel, 1930
- Cordilura ontario Curran, 1929
- Cordilura picipes Meigen, 1826
- Cordilura picticornis Loew, 1864
- Cordilura proboscoidea Zetterstedt, 1838
- Cordilura pubera Linnaeus, 1758
- Cordilura pudica Meigen, 1826
- Cordilura remota Ozerov, 1997
- Cordilura pleuritica Loew, 1863
- Cordilura praeusta Loew, 1864
- Cordilura richterae Ozerov & Krivosheina, 2015
- Cordilura rufimana Meigen, 1826
- Cordilura sagitifera Gorodkov, 1974
- Cordilura setosa Loew, 1860
- Cordilura shatalkini Ozerov, 1997
- Cordilura sibirica Gorodkov, 1974
- Cordilura sidorenkoi Ozerov & Krivosheina, 2012
- Cordilura sifneri Ozerov, 2007
- Cordilura similis Siebke, 1873
- Cordilura socialis Becker, 1894
- Cordilura tartariana Ozerov, 2007
- Cordilura tatianae Ozerov et Krivosheina, 2013
- Cordilura umbrosa Loew, 1873
- Cordilura variabilis Loew, 1876
- † Cordilura vetusta Heer, 1849
- Cordilura zaitzevi Gorodkov, 1974
- Cordilura shinonagai Iwasa, 2020
- Cordilura yezoana Iwasa, 2020

## Палеонтология
В ископаемом состоянии известны 2 вида (Cordilura  vetusta и Cordilura  exhumata) из отложений миоцена в Хорватии и олигоцена в США.

## Распространение
Представители рода встречаются преимущественно в Голарктике. Общеголарктическими являются 7 видов. Только в Палеарктике обнаружены 43 видов, а только в Неарктике — 50 видов. В Ориентальной области известно только четыре вида.